# Виноградів-Закарпатський
Виногра́дів-Закарпа́тський (до  1965 року — Севлюш) — проміжна залізнична станція Ужгородської дирекції Львівської залізниці на неелектрифікованій лінії Батьово — Солотвино І між станціями Боржава (25 км) та Королево (8 км). Розташована в місті Виноградів Берегівського району Закарпатської області. Поряд зі станцією бере початок вузькоколійна залізниця Виноградів — Хмільник

## Історія
Станція відкрита 24 жовтня 1872 року в складі залізниці Чоп — Королево під первинною назвою Севлюш (з угорської мови перекладається як Виноградний) за часів Австро-Угорщини, тоді ж була прокладена залізнична колія європейського типу 1435 мм. 23 грудня 1908 року на станції Севлюш пррокладена вузька колія 750 мм. Стандартна колія 1520 мм прокладена через станцію після 1945 року. Вузька колія забезпечує перевезення пасажирів до станції Хмільник, сама ж залізниця вузької колії Виноградів — Хмільник входить до єдиної системи Боржавської вузькоколійної залізниці. Тут збереглись ще стрілочні переводи, які датуються  1898 роком, а залізнична колія — 1932 року. Залізниця була відкрита 23 грудня 1908 року.
1965 року Міністерством шляхів сполучень СРСР станцію Севлюш перейменувано на станцію Виноградово, а після 1991 року «Укрзалізницею» перейменована на сучасну назву Виноградів-Закарпатський.
Вокзал станції Виноградів-Закарпатський острівного типу — це єдиний такий вокзал на Закарпатті. З однієї сторони вокзалу, обслуговуються поїзди стандартної та європейської колії, залізнична колія є чотирьохниточною, стандартна та європейська між собою суміщені. З іншого боку вокзалу розташовується вузька колія, вона не перетинається ні з стандартною ні з європейською коліями. Стандартною колією 1520 мм станція Виноградів-Закарпатський обслуговує одну пару поїздів далекого сполучення формування «Апшиця» № 13/14 Київ — Солотвино. До 2020 року курсував поїзд № 601/602 сполученням Львів — Солотвино.
Європейською колією 1435 мм станція здійснює транзит вантажів з Румунії до станції Чоп, проте обсяги дуже малі, тому вантажні поїзди з Румунії європейською колією курсують дуже рідко через те, що залізнична колія у незадовільному стані і дозволений рух лише зі швидкістю 15-40 км/год. Крім того, у зв'язку з тим, що європейська колія суміщена зі стандартною, то для поїздів останньої колії ускладнюється рух. Локомотивну тягу для поїздів європейської колії забезпечує локомотивне депо «Чоп», у вигляді тепловозу М62, який поставлений на європейський візок. Одразу ж за станцією Виноградів-Закарпатський знаходиться блокпост 67 км, звідки європейська колія відгалужується у напрямку прикордонної станції Дяково.
Пасажирський рух євроколією на станції відсутній з 1997 року, тоді ж Румунською залізницею був скасований пасажирський поїзд сполученням Констанца — Краків. Це було зумовлено візовими проблемами для жителів цим країн, що слідували Україною транзитом. Поїзд Констанца — Краків був унікальним, він через Україну прямував виключно європейськоюй колією.
Європейська колія від станції Виноградів-Закарпатський на схід простягається до прикордонної станції Дяково та до локомотивного депо «Королево», а на захід до станції Батьово та Чоп, звідки колія прямує до Угорщини та Словаччини.

## Пасажирське сполучення
На станції зупиняються поїзди далекого та приміського сполучення. Від станції вузькоколійною залізницею курсують приміські поїзди до станції Хмільник.
| Рух поїздів по станції Виноградів-Закарпатський |                       |                          |
| №                                               | Маршрут сполучення    | Періодичність курсування |
| Далеке сполучення                               |                       |                          |
| 13/14                                           | Київ — Солотвино      | Щоденно                  |
| 39/40                                           | Запоріжжя — Солотвино | Через день               |
| 83/84                                           | Київ — Солотвино      | Через день               |
| Приміське сполучення                            |                       |                          |
| 6577                                            | Королево — Батьово    | Щоденно                  |
| 6574/6573                                       | Дяково — Солотвино І  | Щоденно                  |
| 6578                                            | Батьово — Королево    | Щоденно                  |
| 6581                                            | Королево — Батьово    | Щоденно                  |
| 6582/6581                                       | Батьово — Королево    | Щоденно                  |

## Галерея

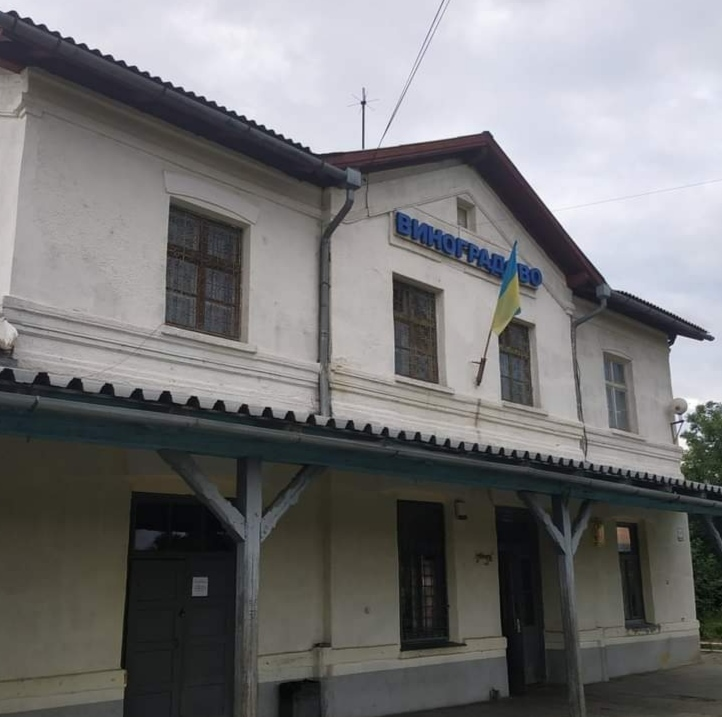
Залізничний вокзал
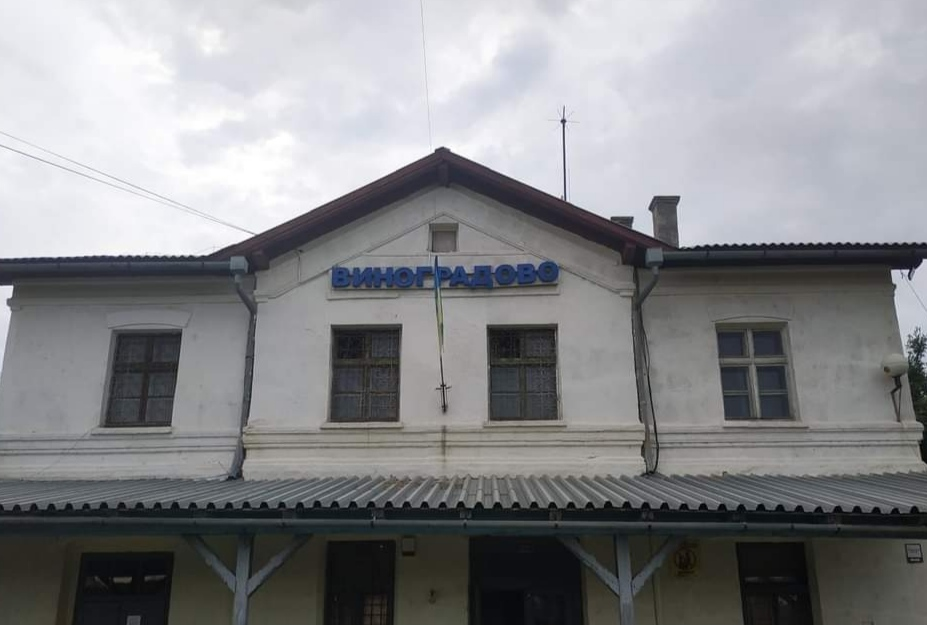
Вигляд з перону
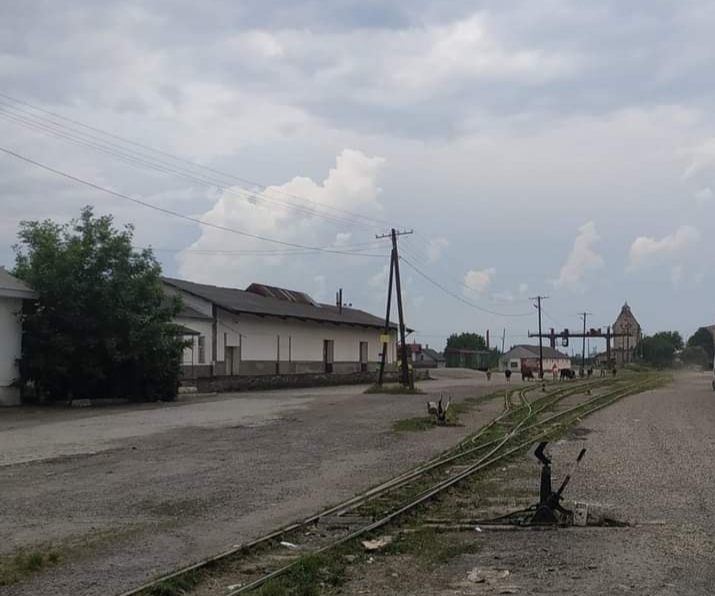
Краєвид станції